# Rain World
Rain World es un juego de plataformas de supervivencia de 2017 desarrollado por Videocult y publicado por Adult Swim Games para PlayStation 4 y Microsoft Windows en marzo de 2017 y para Nintendo Switch a finales de 2018. Los jugadores controlan un "slugcat", una criatura elongada que se parece a un felino, y que debe sobrevivir en un mundo abandonado y hostil.
El juego cuenta con un ecosistema simulado. El slugcat usa escombros y debris como arma para escapar de los enemigos, buscar comida y llegar a ciertas salas de hibernación seguras repartidas por el mapa antes de que llegue una fuerte lluvia mortal. El jugador no tiene orientación explícita sobre cómo sobrevivir, lo cual fue la intención de los desarrolladores, que querían que los jugadores se sintieran como una rata que vive en las vías del metro, en las que aprenden a sobrevivir en un entorno sin comprender su función en niveles superiores.
Rain World recibió opiniones mezcladas de los críticos, quienes elogiaron su diseño artístico y animaciones muy fluidas, pero criticaron su dificultad brutal, puntos de guardado inconsistentes y controles imprecisos. Algunas de estas críticas se tomaron en cuenta y solucionaron con actualizaciones posteriores.
En enero de 2023, se lanzó un paquete de contenido descargable para PC llamado Rain World: Downpour. Este lanzamiento también se espera para Switch, PS4 y Xbox, que se lanzará el 11 de julio de 2023.

## Gameplay
Rain World recibió atención temprana por la extraña fluidez de sus animaciones.
El personaje del jugador, llamado "slugcat", usa lanzas y rocas para sobrevivir en un mundo 2D hostil, arruinado y despuntado.   El jugador recibe pocas direcciones explícitas y es libre de explorar el mundo en cualquier dirección  a través de conductos y pasajes que atraviesan más de 1600 pantallas estáticas, cada una con enemigos que aparecen en ubicaciones determinadas y que pueden moverse de pantalla en pantalla.  El slugcat puede saltar, nadar y escalar postes para huir de enemigos mientras busca comida, que se usa para hibernar en habitaciones seguras designadas y limitadas. La hibernación restablece el ciclo del día y guarda el progreso del jugador. Si el jugador no alcanza la sala de hibernación antes del final del ciclo, caerá una lluvia aplastante y torrencial que inundará el mundo y hará que el slugcat muera ahogado o golpeado por esta lluvia. Aun así, si el slugcat no ha comido suficiente comida, no podrá realizar la hibernación de forma normal y el progreso no se guardará. En cambio, se despertará en modo de inanición, donde se vuelve lento y se desmaya frecuentemente. A menos que coma suficiente comida para llenar la barra de hambre, este no volverá a la normalidad y morirá de hambre una vez que acabe el ciclo al hibernar.
Al fallecer, el slugcat regresará al último punto de guardado de la sala de hibernación . El jugador también tendrá que perder un punto de karma, que se indica en la parte inferior de la pantalla. El karma se obtiene realizar la hibernación con éxito, se puede proteger el nivel de karma actual consumiendo una flor de karma amarilla. La flor aparece en lugares predeterminados alrededor del mapa y vuelve a aparecer donde el slugcat muere si ha consumido una y está bajo sus efectos. El jugador necesita alcanzar un umbral kármico para alcanzar áreas específicas del juego. 
Los enemigos varían desde ciertas plantas camufladas hasta enormes buitres, lagartos parecidos a dragones de Komodo y grandes seres acuáticos. Muchos enemigos pueden matar al slugcat de un solo golpe, y algunas especies tienen diferentes variaciones, como los múltiples tipos de lagartos, cada uno con habilidades únicas. Los enemigos surgen de ciertas guaridas predeterminadas y luego pueden desplazarse libremente entre las habitaciones, lo cual hace que el jugador se enfrente a problemas que a veces son inevitables  Los enemigos tienen una inteligencia artificial dinámica y existen en el mundo del juego perpetuamente, incluso cuando no están en la misma pantalla que el jugador.  Se espera que los jugadores eviten a los enemigos principalmente, pero pueden hacer uso de lanzas para escalar paredes y arrancar fruta de las trepadoras.  Es posible acabar con enemigos atacándolos de forma prolongada, aunque esto se usa principalmente como una forma de simplemente alejarlos. Aun así, esto se convierte en un requisito más en la campaña más difícil del juego base, Cazador, este slugcat es un carnívoro y tiene que comer la carne de otras criaturas como requisito para hibernar. El slugcat, si sujeta un objeto en cada mano, es capaz de intercambiar sus lugares presionando el botón de agarre dos veces.  También puede consumir plantas potenciadoras, que otorgan efectos de estado,  como ralentizar el tiempo. 
El escenario del juego Rain World está siendo destruido por una catástrofe ecológica ilustrada en pixel art. La historia se comunica mediante detalles en el entorno, ilustraciones durante la hibernación y las proyecciones de una criatura similar a un gusano que vigila y revisa al slugcat, comúnmente conocido como Supervisor.  El juego ofrece poco para guiar al jugador, aparte del supervisor, que proporciona algunas pistas sobre dónde ir y qué recolectar durante el comienzo del juego. El jugador puede ver un mapa para verificar su progreso a través del gran mundo del juego. 
El jugador puede elegir entre dos campañas desde el principio: Monje y Superviviente. Como Monje, las criaturas tienden a ser a tener menos agresividad y la comida escasea menos. Terminar el juego como Monje o Superviviente desbloqueará un tercer personaje, Cazador, con una campaña difícil que presenta criaturas más poderosas y hostiles. Monje y Cazador se añadieron en la actualización 1.5, y Monje se creó para abordar las preocupaciones sobre la dificultad del juego. La actualización 1.5 también agregó un modo de arena multijugador local y un modo de caja de arena donde los jugadores pueden generar objetos y criaturas del juego.  
La expansión Downpour agrega cinco campañas, que se encuentran en diferentes puntos de la línea de tiempo, y permite el modo multijugador local para los modos de historia. Cada una de ellas presenta un nuevo slugcat con distintas habilidades. Spearmaster es capaz de generar lanzas pero debe absorber la comida atacando criaturas con ellas, Rivulet es más rápido pero sus ciclos de lluvia son más cortos, Glotón puede generar objetos y construir algunos nuevos pero es vulnerable a que se canse, Artificiero tiene un doble salto y puede hacer explosivos, y  El Santo tiene una lengua de agarre pero es incapaz de arrojar lanzas. Downpour también agrega tres modos de juego: el modo Safari el cual deja a los jugadores observar libremente el mundo o manejar cualquier criatura viviente dentro de él, el modo Desafío ofrece 70 desafíos puntuados y Expedición es un modo semirrígido con misiones al azar que otorgan ventajas al completarlas. El lanzamiento de Downpour fue acompañado por la actualización gratuita Rain World Remix, que añadió opciones de accesibilidad, formas de personalizar la dificultad y un mejor soporte de modificación. 

## Trama
Las campañas Monje y Superviviente comparten una trama similar. Un grupo de slugcats cruza un río bajo la lluvia, el Superviviente se cae de una tubería y cae, dividiéndose del resto. El Monje es el hermano del Superviviente. Aislado del personaje elegido, el slugcat se despertará solo para explorar el mundo abandonado.
En cierto punto llega a Cinco Guijarros, una supercomputadora enorme que se encuentra en descomposición, y conoce al avatar mecánico de la IA. Cinco Guijarros explica que, como todas las criaturas, el slugcat está atrapado en el ciclo estancado de muerte y renacimiento y este quiere que se acabe. Luego lo dirige a un lugar donde puede liberarse del "gran ciclo". Siguiendo su guía, el slugcat viaja a un abismo subterráneo y entra en un mar de "Fluido del Vacío", que lo ayuda a ascender.
Se puede encontrar más información sobre el entorno llevando perlas a un androide dañado llamado Looks to the Moon. Ella nos cuenta que la antigua civilización que una vez habitó el mundo trataba de escapar del ciclo eterno y tuvo éxito, ascendiendo colectivamente de la existencia. Ella y Cinco guijarros son "iteradores", IA construidas por los antiguos para ser capaces de calcular una forma de ascender para todos los organismos vivos. Los iteradores usan grandes cantidades de agua, lo que provoca la lluvia.
Los iteradores decaen con el tiempo, pero debido a que existe el ciclo de renacimiento, tendrán que vivir para siempre y los "antiguos" esperaban que en algún momento encontraran una solución. Cinco Guijarros rechazó este propósito y trató de anular un tabú de autodestrucción con un consumo excesivo de agua, dañando Looks to the Moon hasta el punto de hacerla no funcionar.
La campaña del Cazador se encuentra cronológicamente anteriores a las campañas del Superviviente y Monje. Como Cazador, el jugador comienza con una perla y un artefacto verde que contiene "teclas de reinicio de deshecho". El Cazador entrega las llaves de reinicio de deshecho a Looks to the Moon, revitalizándola parcialmente después del daño causado por Cinco Guijarros. Si el Cazador también le da a Luna la perla, su mensaje revela que un tercer iterador, Sin Acoso Significativo, envió a Cazador para ayudarla.

## Desarrollo
Antes de crear Rain World, Joar Jakobsson era un diseñador gráfico en Suecia que aprendió de forma autodidacta cómo animar sprites. Había jugado pocos juegos y tenía poca experiencia en la industria  cuando empezó el desarrollo en 2011.  Empezó con un boceto de un gato alargado, que uno de sus espectadores de YouTube nombró "slugcat", aunque el personaje no tiene nombre oficial. Jakobsson estaba interesado previamente en los entornos abandonados y lo que revelan sobre los humanos que lo habitaban con anterioridad.  Parcialmente inspirado por sus sentimientos de extranjería mientras estaba como estudiante de intercambio en Seúl, Corea del Sur, su idea central en el desarrollo del juego fue la recreación de la vida de "la rata en Manhattan".El roedor comprende cómo encontrar comida, esconderse y sobrevivir en el metro, pero es incapaz de comprender el propósito de la estructura del metro ni por qué se construyó.  Jakobsson y su socio de desarrollo, James Primate, querían que los jugadores se sintieran como si estuvieran cercanos a dar sentido a la abstracción del entorno industrial del juego pero sin comprenderlo completamente.  Jakobsson diseñó los enemigos de Rain World para que fueran capaces de tener sus propias vidas, en las que se encuentran en busca de sustento y luchan por sobrevivir, en lugar de ser obstáculos para el jugador. Las ubicaciones de los enemigos se generan al azar, y en las pruebas de juego finales una semana antes del lanzamiento, los desarrolladores se dieron cuenta de cómo algunos jugadores se interesaron más o menos en el juego en función de la suerte de los generadores de enemigos.  Los desarrolladores esperaban que los jugadores aprendieran a evitar el combate y jugaran principalmente a través del sigilo y la huida. 
Jakobsson se desempeñó como artista, diseñador y programador del juego. Sus niveles están hechos a mano en un editor de niveles independiente. El diseñador aplica elementos recurrentes y clonados, como plantas y cadenas, en el mapa. El software combina y procesa para agregar sombra.  En un momento, Rain World incluyó un modo multijugador y modos de historia y personalizados separados.  El equipo de desarrollo financió exitosamente algunos costos de desarrollo a través de Kickstarter a principios de 2014.  A principios de 2015, aproximadamente cuatro años después del desarrollo, el equipo había cambiado al motor del juego Unity y lanzó una versión de prueba del juego en su Kickstarter. patrocinadores 

### Música
Primate, también conocido como James Therrien,  escribió la banda sonora de Rain World, manejó el negocio del estudio independiente,  y diseñó los niveles.  Primate encontró el juego por primera vez en un foro de Internet de juegos independientes y envió a Jakobsson 12 pistas como un lanzamiento exitoso. Originalmente compuso una banda sonora de estilo chiptune con su compañera de música Lydia Esrig, pero recurrió a grabaciones de campo de basura para obtener sonidos de otro mundo.  La música ' Rain World es electrónica y de baja fidelidad. Primate quería que la música se aproximara a las imágenes eclécticas del juego, que mezclan la industria, la ciencia ficción, la jungla y varios elementos arquitectónicos. En lugar del diálogo y la narración tradicionales de los personajes, la historia ' Rain World se comunicó en parte a través de su banda sonora. El sonido inicial del juego es primitivo y se basa en los sentimientos de miedo y hambre del slugcat, y en algún momento se construye para describir nuevas áreas.  Rain World tiene más de 3,5 horas de música grabada en 160 pistas. En un momento dado, entre ocho y doce pistas se superpondrán simultáneamente para crear ambiente y responder al contexto del juego de slugcat.  En diciembre de 2018, Limited Run Games lanzó una edición en vinilo de la banda sonora.

### Lanzamiento
El equipo anunció que estaba en las últimas fases de desarrollo a principios de 2016.  Las animaciones de Rain World se popularizaron en las redes sociales alabando su "extraña fluidez".  El juego fue desarrollado por Videocult, publicado por Adult Swim Games y lanzado para PlayStation 4 y Windows el 28 de marzo de 2017.  Las vistas previas compararon a Rain World con sus predecesores, incluida la dificultad de Super Meat Boy, la banda sonora de Fez,  y el puzle-plataforma de Metroid y Oddworld. 
Después del lanzamiento, Videocult anunció una serie de importantes actualizaciones de contenido, cuyo lanzamiento estaba previsto para finales de 2017. Las características programadas incluyeron la funcionalidad multijugador local, con más de 50 salas nuevas; y dos slugcats alternativos, que hacen el juego más fácil y más difícil respectivamente.  Posteriormente, el parche '1.5', que contenía todas esas funciones, se lanzó el 11 de diciembre de 2017.  Una actualización adicional "1.7" a fines de 2018 agregó dos nuevos modos de juego que aumentan o disminuyen la intensidad del juego. Este lanzamiento también trajo la función multijugador a PlayStation.
En 2018, Videocult y Adult Swim Games lanzaron Rain World para la plataforma Nintendo Switch el 13 de diciembre de 2018. Limited Run Games lanzó una edición física de Rain World para PlayStation 4 a finales de ese mes. 
En enero de 2022, Videocult anunció que debido a problemas del editor con Adult Swim Games, Akupara Games ahora estaba publicando Rain World después de una disputa legal prolongada. El 28 de marzo de 2022, se anunció oficialmente el primer DLC, que será publicado por Akupara. Llamado "Rain World: Downpour", contiene cinco nuevos personajes slugcat con sus propias campañas, más de 1000 nuevas habitaciones en diez nuevas regiones y tres nuevos modos de juego.  Downpour es una expansión del mod "More Slugcats" y fue desarrollado en colaboración con varios modders de la comunidad. Se lanzó para PC el 19 de enero de 2023, mientras que las fechas de lanzamiento de la consola siguen sin anunciarse.

## Recepción
El juego, antes de alcanzar el estatus de culto, recibió críticas mixtas en su lanzamiento, según el agregador de reseñas de videojuegos Metacritic.   Los revisores elogiaron el diseño artístico del juego y criticaron la dureza de su mecánica de juego,     en particular sus muertes impredecibles, enemigos despiadados y requisitos de hibernación que consumen mucho tiempo.  Eurogamer comparó sus elementos salvajes de supervivencia con Tokyo Jungle. 
La jugabilidad sancionadora de Rain World frustró a los críticos,     que a menudo caían en la apatía.   Teniendo en cuenta las apariciones aleatorias de enemigos, las muertes de un solo golpe, las partidas guardadas poco frecuentes, las repeticiones frecuentes, la lluvia torrencial, algunos movimientos enemigos inexplicables y, a veces, controles torpes, IGN escribió que cualquiera de los elementos desafiantes del juego por sí solo sería "duro pero justo", pero cuando se consideran en conjunto, "las probabilidades son tan altas en contra del jugador que corre el riesgo de derribar toda la estructura del juego".  Los revisores estaban aburridos por la navegación repetida de habitaciones con enemigos aleatorios después de cada muerte, lo que moderó su fuerte impulso de explorar.   El crítico ' Polygon se sintió miserable tras la pérdida de su progresión de varias horas. Escribió sobre la inutilidad como un principio central de Rain World y sintió que no le dieron las herramientas adecuadas para sobrevivir.  Los revisores lamentaron, en particular, cómo las animaciones entrecortadas y la mecánica de lanzamiento imprecisa del slugcat llevaron a muchas muertes injustificadas.      Múltiples revisores concluyeron que, si bien algunos jugadores experimentados pueden disfrutar del juego duro, Rain World excluyó a una gran audiencia con sus opciones de diseño,    como su elección de la estrategia del enemigo emergente se sentiría injusta para la mayoría de los jugadores.  Rock, Paper, Shotgun calificó los puntos de control del juego como uno de los peores de los juegos de plataformas modernos y su desafío, a diferencia de Dark Souls, que castiga de manera similar, sin propósito.  Las puertas kármicas ' Rain World, que requieren que los jugadores tengan una proporción positiva de hibernación a muerte, fueron objetivos arbitrarios "irrespetuosos" con el tiempo del jugador, según GameSpot.  Hacer que los jugadores caminen por un área una docena de veces, argumentó IGN, es "antitético" en un juego en el que la exploración en sí misma es la recompensa.  '' PC Gamer, con el tiempo, comenzó a ver los controles engorrosos ' Rain World menos como "mal diseño" que como "temáticamente apropiados", dada la intención del juego de desempoderar al jugador. 
Algunos revisores recordaron con cariño encuentros fortuitos en el juego cuando aprendieron las reglas no escritas del entorno del juego.   Sin saber cómo reaccionarían las figuras extranjeras, el crítico ' Rock, Paper, Shotgun trató los nuevos encuentros como rompecabezas. Esta experimentación condujo a momentos en los que temeroso trepar por una habitación para evitar un nuevo tipo de enemigo invasor y descubrir que otros enemigos son inofensivos si se los deja solos.  Rain World fue abundante en oportunidades para que un jugador demostrara ingenio e improvisación, según el crítico ' GameSpot, cuyos puntos destacados incluyeron convertir un mouse en la linterna de una habitación oscura, usar armas como objetos escalables y atraer a los enemigos a la batalla para distraerlos de la presencia del slugcat.  Esos críticos consideraron que estas interacciones misteriosas y perceptivas se encuentran entre las mejores características del juego,   aunque superadas con creces por la mecánica de juego Rain World. 
Durante el desarrollo, las animaciones de Rain World se hicieron populares en las redes sociales por su "extraña fluidez",  que los críticos continuaron elogiando en el lanzamiento.  IGN describió las animaciones de slugcat como bellas y reactivas al ángulo y la física del movimiento, desde aferrarse a los postes hasta pasar por la ventilación.  El crítico dijo que estaba entre las mejores estéticas en un juego 2D, con cada pantalla mostrando abundantes detalles y una artesanía meticulosa.  Los gráficos eran más interesantes que hermosos para el crítico ' Polygon, quien también elogió el papel de la paleta de colores limitada para distinguir al slugcat, la presa y los enemigos del entorno.  Si bien algunos periodistas compararon la estética del juego con la de Limbo, '' de Rock, Paper, Shotgun sintió que Rain World tenía más en común con Oddworld: la estética ' Abe's Oddysee : ambos presentaban mundos igualmente oscuros pero atractivos, aterradores pero personajes fascinantes, frecuentes conflictos entre enemigos y controles frustrantes o masoquistas. Sin embargo, Oddworld tuvo paradas más frecuentes.  Rain World representó con éxito "la cruel indiferencia de la naturaleza", según GameSpot. Su paisaje imaginativo y convincente — habitantes surrealistas en una atmósfera alienígena y sombría — recordaba el espíritu de juegos como BioShock y Abzû, en los que el crítico se sentía demasiado atraído por los detalles artísticos para contemplar la credulidad del entorno creado por el hombre. 

### Elogios
El juego fue nominado a "Mejor juego de plataformas" en los premios Juego del año 2017 ' PC Gamer, y también a "Mejor juego de plataformas", "Mejor dirección de arte" y "Más innovador" en los premios IGN's Best of 2017 Awards. También fue nominado para el Premio de la Estatua de la Libertad al Mejor Mundo en los New York Game Awards 2018, y por "Excelencia en Audio" en los Premios de la Competencia del Festival de Juegos Independientes.